# Kyrkbyn, Göteborg
Kyrkbyn är en stadsdel och ett primärområde i stadsområde Hisingen i Göteborgs kommun. En medeltida kyrka från 1300-talet, Lundby gamla kyrka, gav stadsdelen sitt namn. Primärområdet omfattar utöver Kyrkbyn även Bräcke. Stadsdelen har en areal på 176 hektar.

## Historia
Kyrkbyn var centrum för Lundby socken fram till 1900-talets början. Kyrkbyn tillhörde den del av Hisingen som tillhörde Sverige före 1658. Stora delar brändes under kriget mot danskarna 1678 och drabbades hårt åter igen 1719 vid Peder Tordenskjolds belägring.
Under åren 1946, 1952 och 1957 byggdes 207 stycken egnahemhus (radhus, 61 m²) i Kyrkbyn. På 1950-talets byggdes även Kyrkbytorget och flerbostadshus av Göteborgs allmännyttiga bostadsbolag. 
På senare år har nya bostäder tillkommit, bland annat genom höghusen Putsegården och Byabacken.

## Nyckeltal

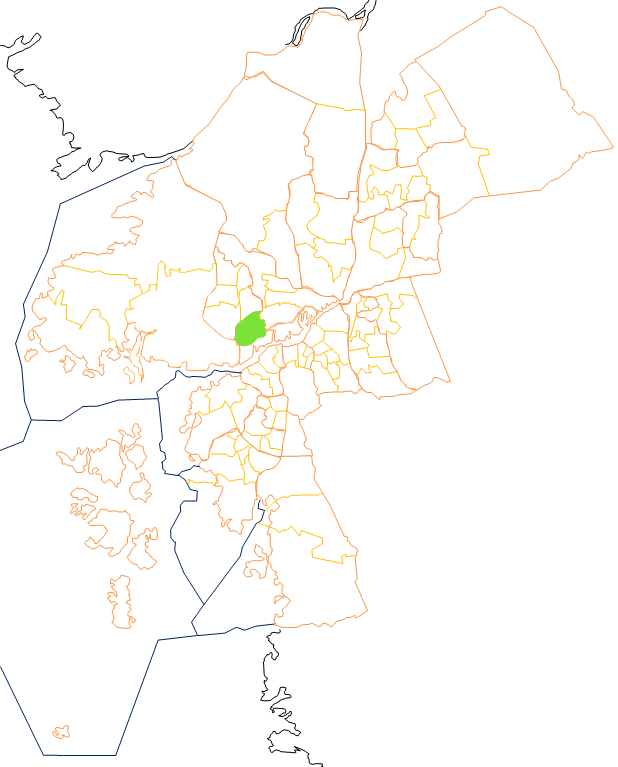
Kyrkbyn

Nyckeltalen redovisar statistik som beskriver Göteborg och dess 96 delområden, primärområden, per den 31 december och kan användas för att jämföra de olika områdena. Nedan redovisas uppgifter för primärområdet och jämförelse görs mot uppgifterna för hela kommunen.
|                                                           | Kyrkbyn    | Hela Göteborg |
| --------------------------------------------------------- | ---------- | ------------- |
| Folkmängd                                                 | 8 218      | 587 549       |
| Befolkningsförändring 2020–2021                           | +21        | +4 493        |
| Andel födda i utlandet                                    | 25,4 %     | 28,3 %        |
| Andel utrikes födda eller med två utrikes födda föräldrar | 32,8 %     | 38,1 %        |
| Medelinkomst                                              | 306 500 kr | 332 400 kr    |
| Arbetslöshet                                              | 6,1 %      | 6,6 %         |
| Antal ersatta dagar från F-kassan per person (16-64 år)   | 25,4       | 19,5          |
| Andel med eftergymnasial utbildning (minst 3 år)          | 32,2 %     | 37,9 %        |
| Andel bostäder byggda 1951–1960                           | 29,3 %     |               |
| Andel bostäder i allmännyttan                             | 34,6 %     | 25,9 %        |
| Antal färdigställda bostäder 2021                         | 88         |               |
| Andel bostäder i småhus                                   | 18,2 %     | 18,3 %        |

## Stadsområdes- och stadsdelsnämndstillhörighet
Primärområdet tillhörde fram till årsskiftet 2020/2021 stadsdelsnämndsområdet Lundby och ingår sedan den 1 januari 2021 i stadsområde Hisingen.

## Gator
- A C Lindblads Gata

## Galleri

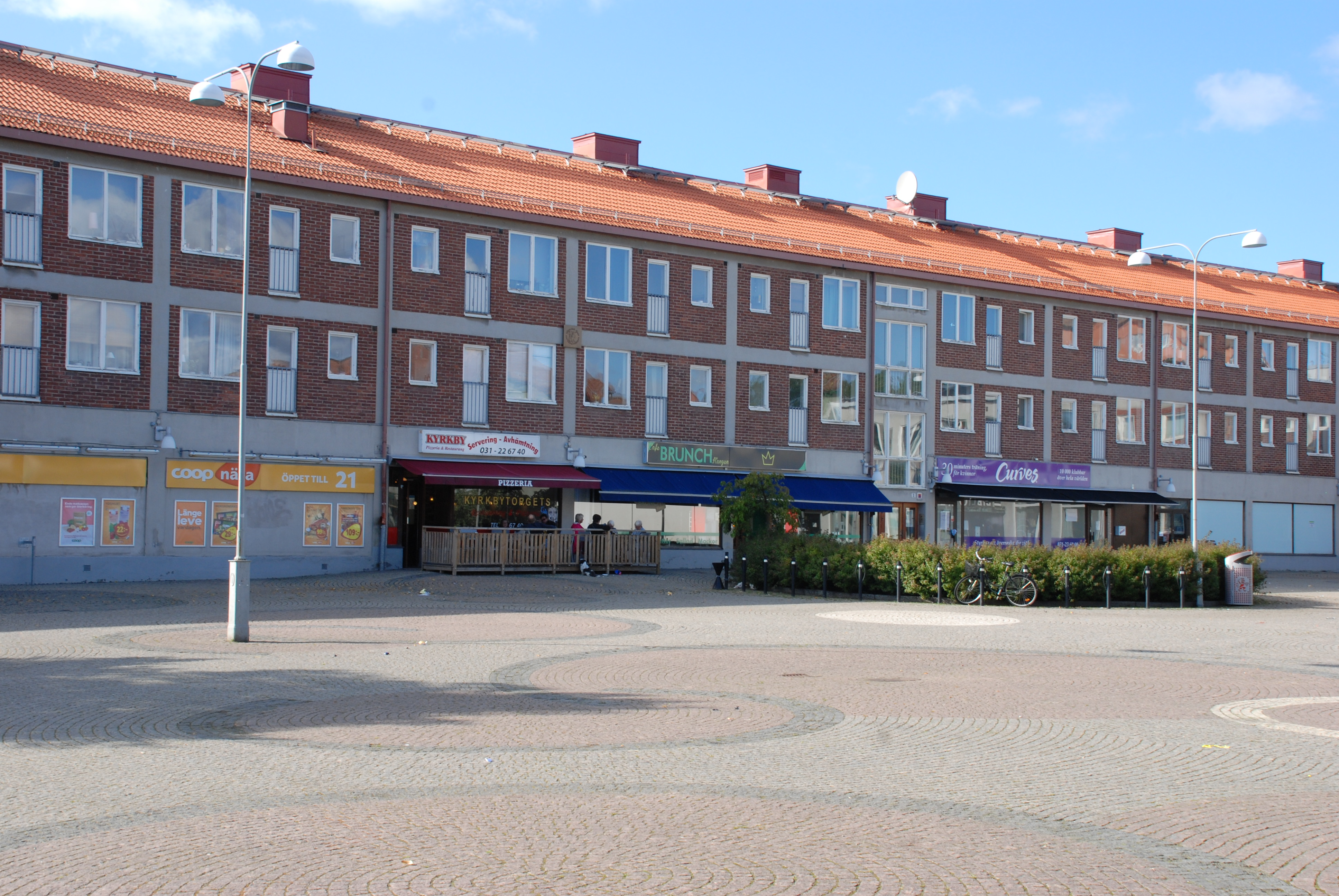
Kyrkbytorget.
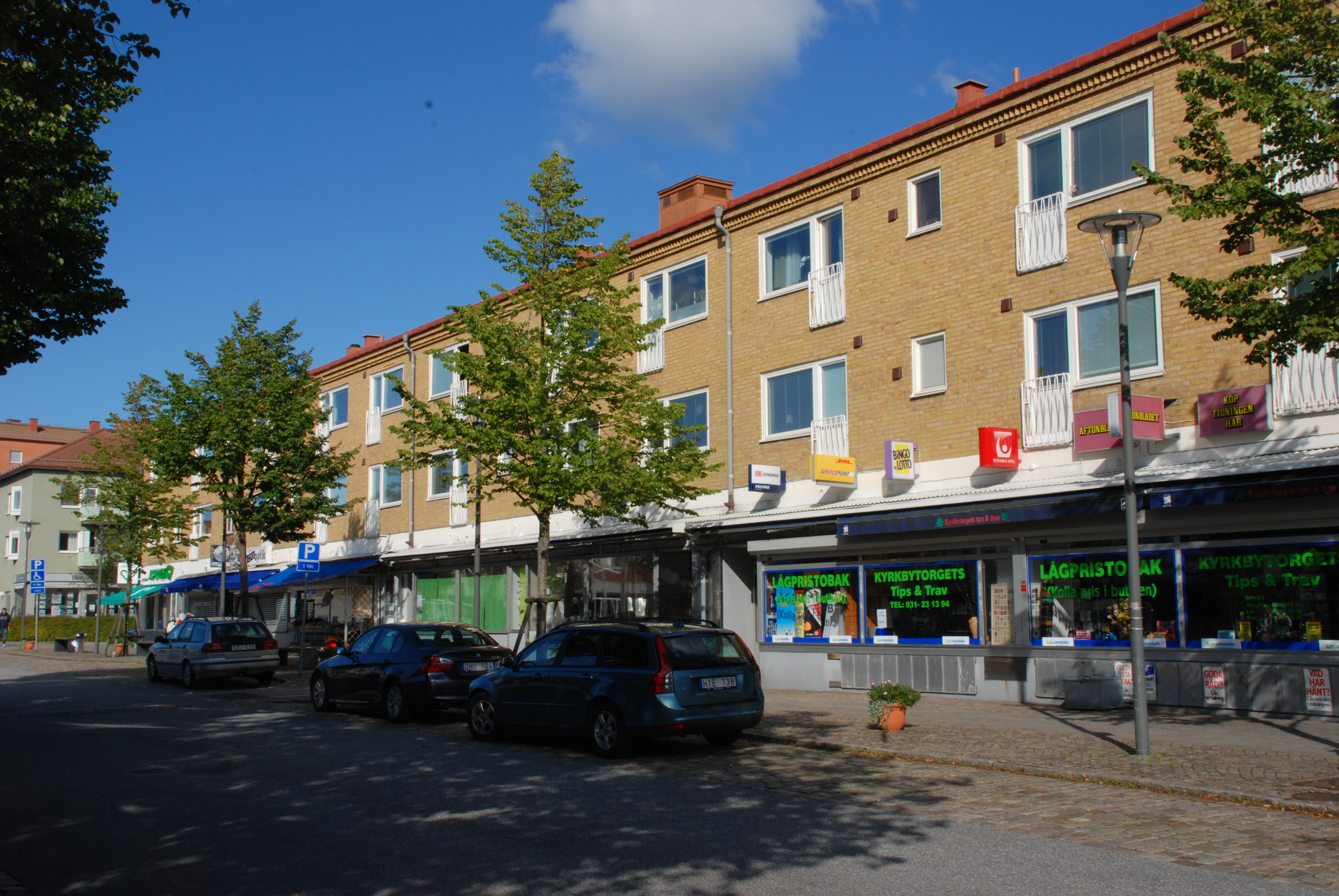
Kyrkbytorget.
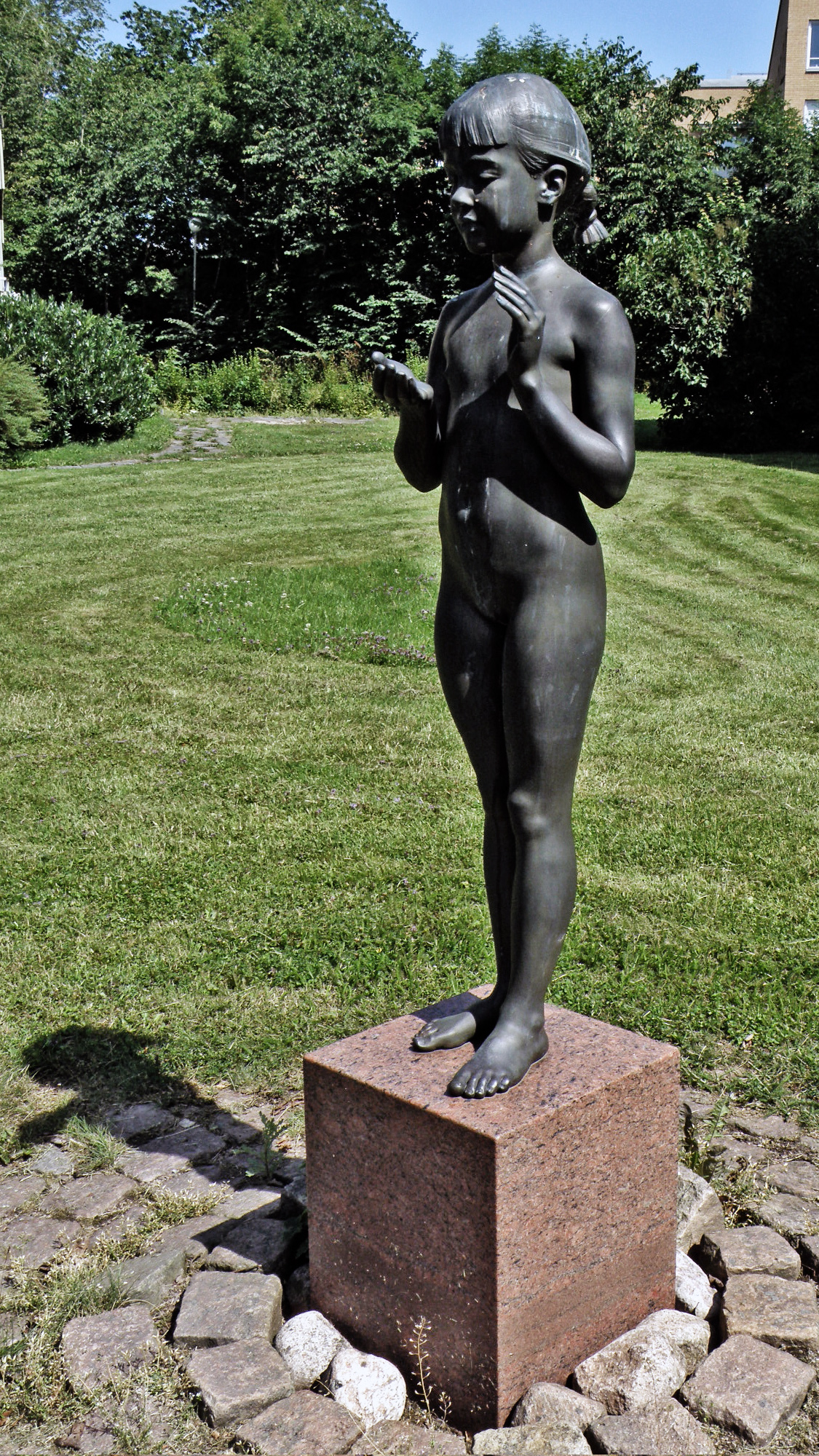
Mimi, bronsstaty, Peter Linde, 1996 år 2009.